# فرار لوگان (فیلم)
فرار لوگان (انگلیسی: Logan's Run) فیلمی در ژانر اکشن و علمی–تخیلی به کارگردانی مایکل اندرسون است که در سال ۱۹۷۶ منتشر شد.

## بازیگران
- مایکل یورک
- جنی اگاتر
- ریچارد جردن
- راسکو لی براون
- فارا فاست
- پیتر اوستینوف